# Conseil cantonal d'Obwald
Législature 2022-2026
Mairie de Sarnen
Le Conseil cantonal d'Obwald  (en allemand : Kantonsrat des Kantons Obwalden) est le parlement du canton d'Obwald.

## Histoire
Rosa Häcki-Feierabend est la première femme à siéger au parlement, de 1974 (élection en 1973) à 1986.

## Composition
Il est composé de 55 membres.

### Composition actuelle
Lors de la législature 2022-2026 (élection du 13 mars 2022), il est composé de 19 représentants du Centre (+ 3) 13 de l'UDC (- 2), 11 du PLR (+ 3), 6 du PS (- 2), 4 du PCS (- 4) et 2 des Vert'libéraux (+ 2).
La proportion de femmes n'y est plus que de 18 %.

### Anciennes compositions
Lors de la législature 2018-2022, il est composé de 16 représentants du PDC, 15 de l'UDC, 8 du PLR, 8 du PCS et 8 du PS.
Il compte 15 femmes pour 40 hommes.

## Élection
Il est élu tous les quatre ans au scrutin proportionnel plurinominal. La législature commence le 1er juillet et se termine le 30 juin.
Les sièges sont répartis en fonction de la population des communes, chacune des sept communes ayant droit à au moins quatre sièges.
Lors de la législature 2018-2022, la commune de Sarnen a 15 représentants, celles de Kerns et d'Alpnach 9 chacune, Sachseln 7, Engelberg 6, Giswil 5 et Lungern 4.

## Compétences et organisation
Il se réunit de dix à douze fois par an pour des séances d'une journée ou d'une demi-journée.
Il élit notamment le Landammann et son suppléant.

## Historique
Le Centre, anciennement Parti démocrate-chrétien, a toujours été le premier parti du canton.